# Huy chương De Morgan
Huy chương De Morgan là một giải thưởng của Hội Toán học London dành cho người có đóng góp xuất sắc vào toán học. Đây là giải thưởng có uy tín nhất của Hội, để tưởng niệm Augustus De Morgan, vị chủ tịch đầu tiên của Hội này.
Huy chương được trao mỗi 3 năm (trong các năm chia chẵn cho 3) cho một nhà toán học - thường cư ngụ tại Vương quốc Anh vào ngày 1 tháng Giêng của năm trao giải - có đóng góp đáng kể vào toán học.

## Các người đoạt Huy chương
- 1884 Arthur Cayley
- 1887 James Joseph Sylvester
- 1890 Lord Rayleigh
- 1893 Felix Klein
- 1896 S. Roberts
- 1899 William Burnside
- 1902 A. G. Greenhill
- 1905 H. F. Baker
- 1908 J. W. L. Glaisher
- 1911 Horace Lamb
- 1914 J. Larmor
- 1917 W. H. Young
- 1920 E. W. Hobson
- 1923 P. A. MacMahon
- 1926 A. E. H. Love
- 1929 Godfrey Harold Hardy
- 1932 Bertrand Russell
- 1935 E. T. Whittaker
- 1938 J. E. Littlewood
- 1941 Louis Mordell
- 1944 Sydney Chapman
- 1947 George Neville Watson
- 1950 A. S. Besicovitch
- 1953 E. C. Titchmarsh
- 1956 G. I. Taylor
- 1959 W. V. D. Hodge
- 1962 Max Newman
- 1965 Philip Hall
- 1968 Mary Cartwright
- 1971 Kurt Mahler
- 1974 Graham Higman
- 1977 C. Ambrose Rogers
- 1980 Michael Atiyah
- 1983 K. F. Roth
- 1986 J. W. S. Cassels
- 1989 D. G. Kendall
- 1992 Albrecht Fröhlich
- 1995 W. K. Hayman
- 1998 R. A. Rankin
- 2001 J. A. Green
- 2004 Roger Penrose
- 2007 Bryan John Birch
- 2010 Keith William Morton
- 2013 John Griggs Thompson